# Wust-Fischbeck
Wust-Fischbeck ist eine kreisangehörige Gemeinde im Landkreis Stendal in Sachsen-Anhalt. Sie gehört der Verbandsgemeinde Elbe-Havel-Land an, die ihren Verwaltungssitz in der Gemeinde Schönhausen (Elbe) hat.

## Gemeindegliederung
Die Gemeinde Wust-Fischbeck besteht aus acht Ortsteilen und einem Wohnplatz:
| - Briest - Fischbeck (Elbe) - Kabelitz - Melkow | - Sydow - Wust mit Ausbau - Wust-Damm - Wust-Siedlung |

## Geschichte
Durch einen Gebietsänderungsvertrag beschlossen der Gemeinderat der Gemeinde Wust am 17. Februar 2009 und der Gemeinderat der Gemeinde Fischbeck (Elbe) am 4. Juni 2009, dass ihre Gemeinden aufgelöst und zu einer neuen Mitgliedsgemeinde einer Verbandsgemeinde mit dem Namen Wust-Fischbeck vereinigt werden. Dieser Vertrag wurde vom Landkreis als unterer Kommunalaufsichtsbehörde genehmigt und trat am 1. Januar 2010 in Kraft.

### Einwohnerentwicklung
| Jahr | Einwohner |
| ---- | --------- |
| 2011 | 1413      |
| 2015 | 1307      |
| 2018 | 1257      |
| 2020 | 1226      |

## Religionen
Die Volkszählung in der Europäischen Union 2011 zeigte, dass von den 1420 Einwohnern der Gemeinde Wust-Fischbeck rund 24 % der evangelischen und rund 4 % der katholischen Kirche angehörten.

## Politik
Der Sitz der Gemeindeverwaltung befindet sich im Ortsteil Fischbeck.

### Gemeinderat
Bei der Gemeinderatswahl am 26. Mai 2019 gab es folgendes Ergebnis:
- fünf Sitze CDU: 38,4 %
- ein Sitz SPD: 10,5 %
- drei Sitze für Wählergruppen: 29,3 %
- drei Sitze zusammen für eine Einzelbewerberin und zwei Einzelbewerber: 21,7 %

Die Wahlbeteiligung lag bei 60,2 Prozent.

### Bürgermeister
In der Bürgermeisterwahl am 23. Oktober 2016 wurde die Bodo Ladwig von der Partei Die Linke zum ehrenamtlichen Bürgermeister gewählt.

### Wappen
Das vom Magdeburger Diplom-Designer Ernst Albrecht Fiedler gestaltete Wappen wurde am 5. Juli 2010 durch den Landkreis Stendal genehmigt.
Blasonierung: „Im Wellenschnitt schräg geteilt Gold über Blau, hinten oben eine sitzende schwarze Katze mit aufgerichtetem Schwanz, vorn unten ein nach der Teilung gestellter linkshin schwimmender goldener Fisch, an der Teilung vorn oben und hinten unten in verwechselten Tinkturen je eine von der Teilungslinie durchlaufene Gruppe von vier (2:2) sechsstrahligen Sternen, dabei der vordere untere Stern jeder Gruppe unterhalb, die restlichen drei oberhalb der Teilung.“
Die Farben der Gemeinde sind – abgeleitet von den Farben der Schildteilung – Gold (Gelb) und Blau.

### Flagge
Die Flagge ist gelb - blau (1:1) gestreift (Querformat: Streifen waagerecht verlaufend, Längsformat: Streifen senkrecht verlaufend) und mittig mit dem Gemeindewappen belegt.

## Kultur und Sehenswürdigkeiten

### Kirchen

Dorfkirchen in den Ortsteilen
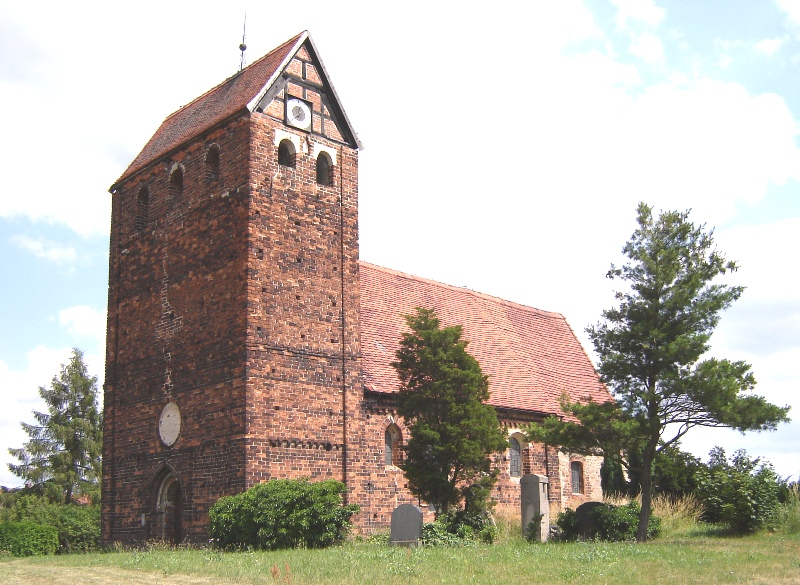
Dorfkirche Fischbeck
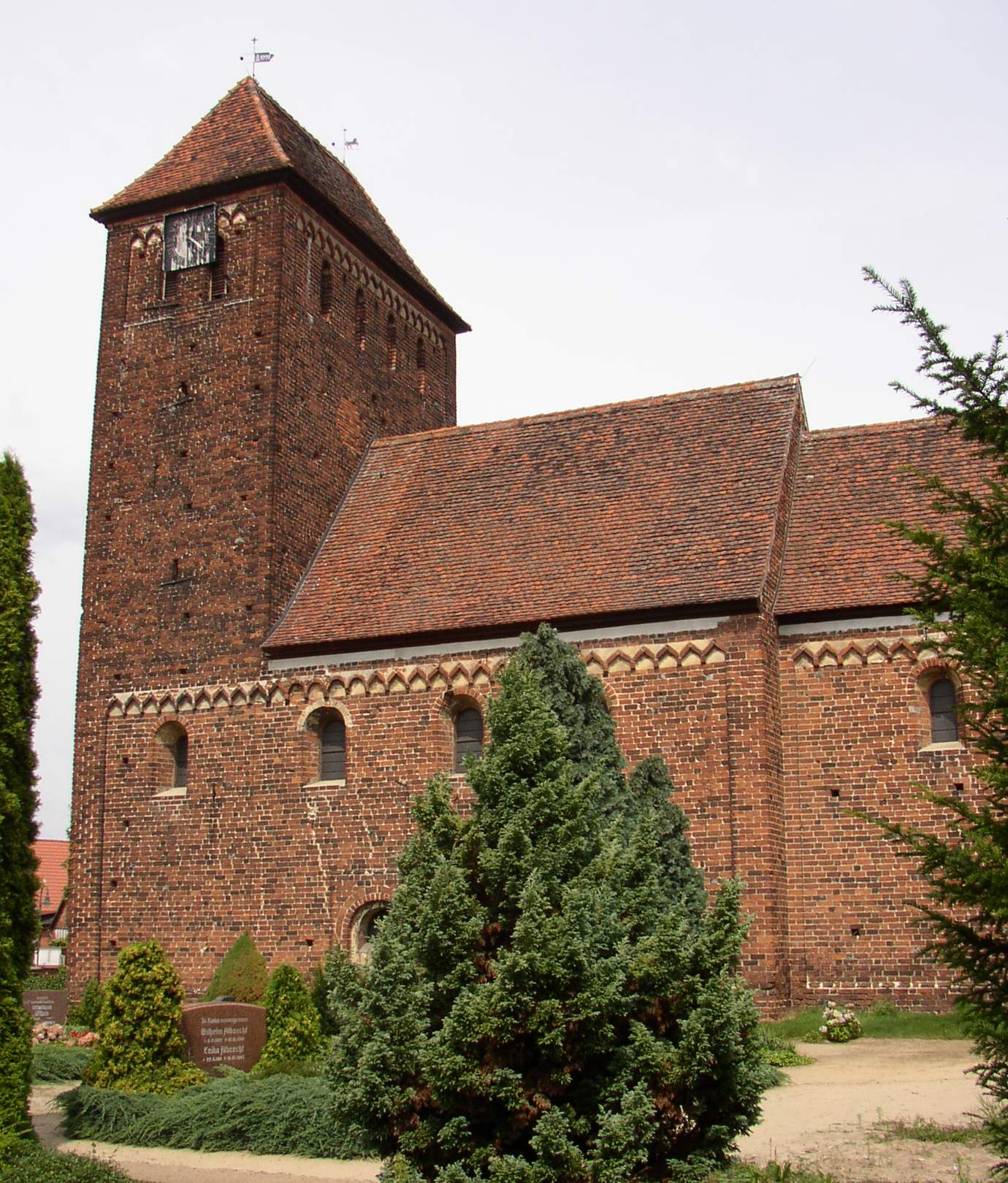
Romanische Dorfkirche in Melkow
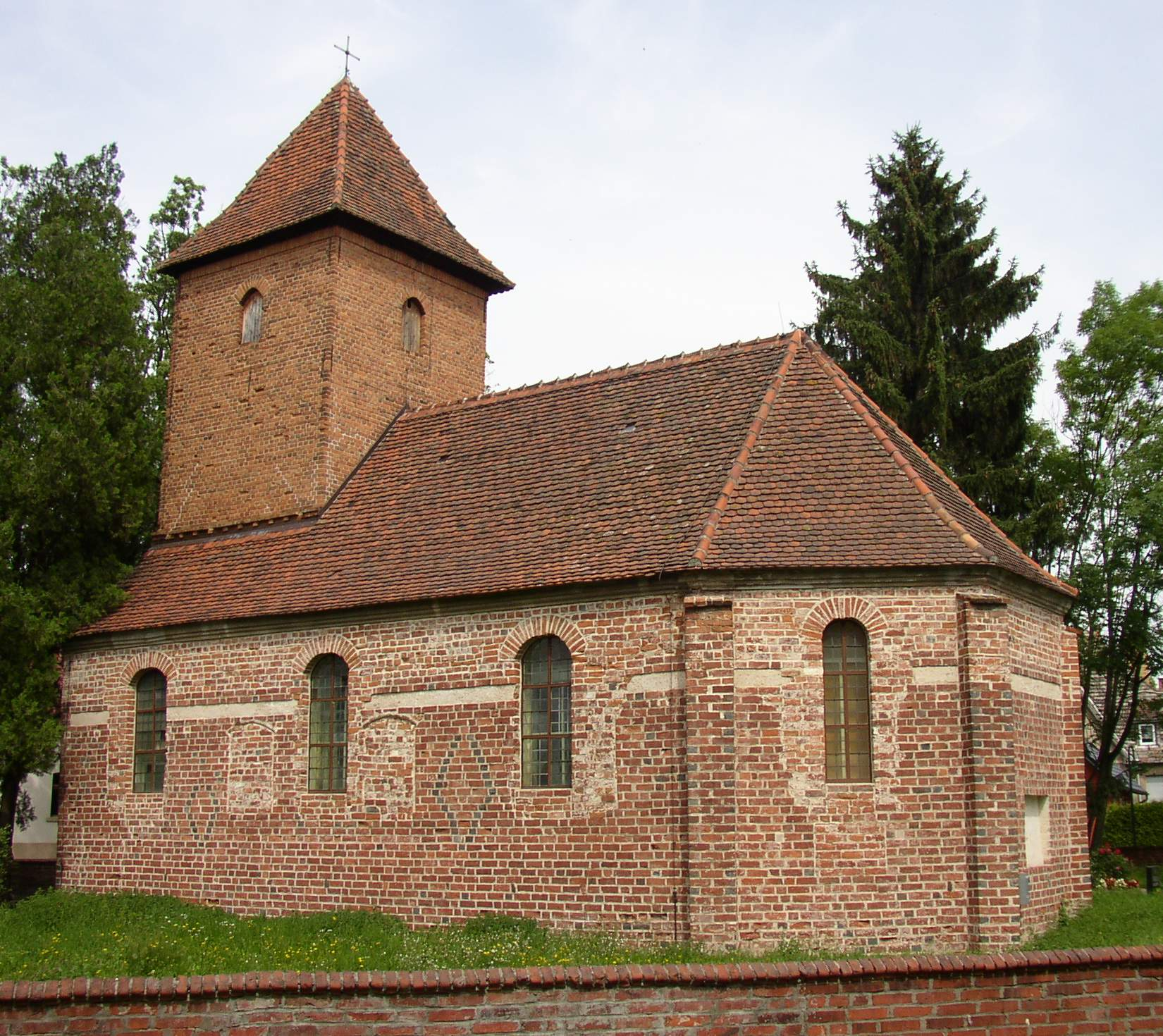
Frühgotische Dorfkirche in Briest

Die Dorfkirche im Ortsteil Melkow wurde um 1200 romanisch erbaut und gehörte zum Kloster Jerichow, bis 1726 König Friedrich Wilhelm I. das Patronatsrecht an Hans Heinrich von Katte und seine Nachkommen verlieh. Die Ausstattung der Kirche ging im Dreißigjährigen Krieg durch Plünderung verloren. 1953 wurde ein vermutlich aus einer aufgegebenen Kirche stammendes, romanisches Sandstein-Taufbecken (um 1200) aufgestellt. Die Kirche gehört zur Straße der Romanik.
Die Dorfkirche im Ortsteil Briest wurde um 1300 als frühgotische, turmlose Kapelle erbaut. Seit 1985 ist sie Haus der Marionettenbühne.
Die spätromanische Dorfkirche im Ortsteil Sydow wurde Mitte des 13. Jahrhunderts erbaut. Im 18. Jahrhundert wurde eine Herrschaftsloge eingebaut. Ein ehemals hölzerner Turmaufbau wurde 1949 durch den aktuellen Turm ersetzt.
Zur Restaurierung der Dorfkirchen in Wust, Melkow und Briest trug auch die Deutsche Stiftung Denkmalschutz bei.
Der Geschichtskreis & Marionettenbühne im Kirchspiel Wulkow/Wust (GuM) kümmert sich außer um die romanischen Dorfkirchen in den Ortsteilen Wust, Melkow und Sydow auch um die frühgotische Dorfkirche im Ortsteil Briest sowie um die romanischen Kirchen in Groß- und Kleinwulkow in der Gemeinde Wulkow. 2006 erhielt der GuM die Silbermedaille des durch den Tourismusverband Sachsen-Anhalt e. V. vergebenen Romanikpreises.

## Söhne und Töchter der Gemeinde
- Hans Heinrich von Katte (1681–1741), preußischer Generalfeldmarschall
- Otto Karstädt (1876–1947), Pädagoge und Hochschullehrer